# Hof Hechlar
Der Hof Hechlar ist ein wüst gefallener Ort. Er lag in der Nähe von Brilon im Gebiet von Gudenhagen-Petersborn auf dem Hechlar. Im Waldareal der Wüstung sind noch einige Mauerreste und Wälle zu erkennen.
Im 14. Jahrhundert wurde der Hof aufgegeben. Der Ort ist wie viele andere Orte im späten Mittelalter dem großen Wüstungsprozess zum Opfer gefallen. Es hat sich dabei wohl um einen schleichenden, langsamen Vorgang gehandelt. Dieser setzte um 1300 ein. Über die Gründe für das Verlassen des Ortes gibt es unterschiedliche Theorien. Angedacht wurde etwa die Anziehungskraft der Stadt Brilon.
Der Ort war ein Paderborner Lehen, dies lag bei in Hoppecke wohnenden Adelsfamilien. Diese gaben die Ländereien nach dem Meierrecht an bäuerliche Familien weiter. Danach gelangte der Besitz für lange Zeit an die Briloner Kirche. In alten Beurkundungen tritt die Briloner Pfarrkirche auch als Peterskirche auf, das ist möglicherweise der Grund für die Namensgebung  Petersborn.
Der Hof war wohl wie Gudenhagen ein Teil des Allodiums der Gebrüder Conrad und Everhard von Gudenburg. Später ist es dann als Lehen an die Adelsherren zu Hoppecke gekommen. Diese verlehnten den Besitz an die Briloner Kirche weiter.